# Duralmond
El Duralmond és un material compost que s'obté al barrejar resines sintètiques i naturals, clofolla d'ametlla triturada i altres additius. Duralmond és un tipus de fusta que està inclòs dins la família del “Maderón” que són aquests materials alternatius que s'obtenen a partir de fustes inertes. Sobretot es fa servir per donar textures i formes a parets i sostres.

## Propietats
- Material hidròfug resistent a l'aigua, per la qual cosa és ideal per a zones humides. Impermeable.
- Acciona un efecte d'aïllament acústic; tant de dins a fora com de fora en dins.
- Adequat al comportament en el foc: Certificat europeu Cs2, d0.
- Material lleuger; és a dir, no afectarà l'estructura d'un edifici i a més a més és fàcil de dur a terme.
- Fàcil instal·lació/mecanització: no requereix cap màquina especifica per tallar el Duralmond. Es pot tallar i manipular amb qualsevol eina per la fusta.
- No cal manteniment
- És un material mimètic; és a dir: pren la forma i la textura que es vol tenir de forma molt precisa.
- Densitat variable: entre 175 i 700 g/litre.
- Resistència mecànica varia depenent de la seva densitat.

Densitat alta: resistent a l'impacte i a l'abrasió.
Densitat menor: lleuger i elàstic. Menys resistent.
- Resistent a la intempèrie. No genera canvis en l'efecte dels raig UV.
- Neteja: resisteix els efectes secundaris perjudicials. Com per exemple:

Reducció de brillantor de la superfície en un període de gairebé tots els productes de neteja.
L'efecte perjudicial que l'aigua pot tenir en alguns productes.
- Efecte anti-relliscant.
- Aïllant; la resina en la seva polimerització crea uns petits porós a l'interior que fa que el Duralmend sigui perfectament aïllant tèrmic i acústic.
- Resistent contra l'atac de fongs i animals biòtics.
- Material ecològic; el fet d'utilitzar un residu vegetal no origina cap mena de residu sòlid, líquid ni gasos en la seva producció..
- És un material biodegradable i reciclable.
- No conductor de l'electricitat
- Es pot pintar, vernissar, serigrafia...
- Molt resistent a productes químics.

Procés de fabricació: Procés de polimerització.

## Característiques ambientals
- Ús d'un residu: la fabricació d'aquest material permet donar sortida a un residu de la indústria alimentària com són les clofolles d'ametlla, nou o ametlla, o els pinyols de fruites (oliva, préssec...).
- Substitució d'un recurs natural: degut a la composició química bàsica de les closques dels fruit secs o dels pinyols, a base de lignines i cel·luloses, aquest material té unes propietats similars a les de la fusta i és, per tant, un bon substitut d'aquesta. Així, s'evita la tala d'arbres per a aquests usos.
- Ús de productes naturals: es pot fabricar amb resines d'origen natural (de remolatxa, de garrofa o de ricí), tot i que actualment encara se n'utilitzen de sintètiques. - Eficiència en l'ús de recursos: hi ha poques pèrdues de material durant el procés de fabricació: s'aprofita entre el 98-99% de la pasta preparada mentre que de la fusta, per exemple, només se n'aprofita un 70%.
- Reciclable: és fàcilment reciclable i biodegradable.

## Aplicacions
- Revestiments de parets i sostres
- Per mobiliari.
- Construcció d'edificis.